# 적정 (과학)
적정(滴定)은 정량분석에서 중요한 조작 중 하나로 양적 화학분석의 한 실험 방법이며 분석 대상 용액(analyte)의 농도를 결정하기 위해 쓰인다. 적정제(titrant or titrator)라는 이름의 시약은 표준용액으로 농도와 부피를 아는 용액으로 준비해야한다. 적정제는 농도를 결정하기 위해 분석 대상 용액과 반응한다. 분석 대상 용액과 반응한 적정제의 부피를 적정 부피 (titration volume)라고 부른다.

## 적정의 과정

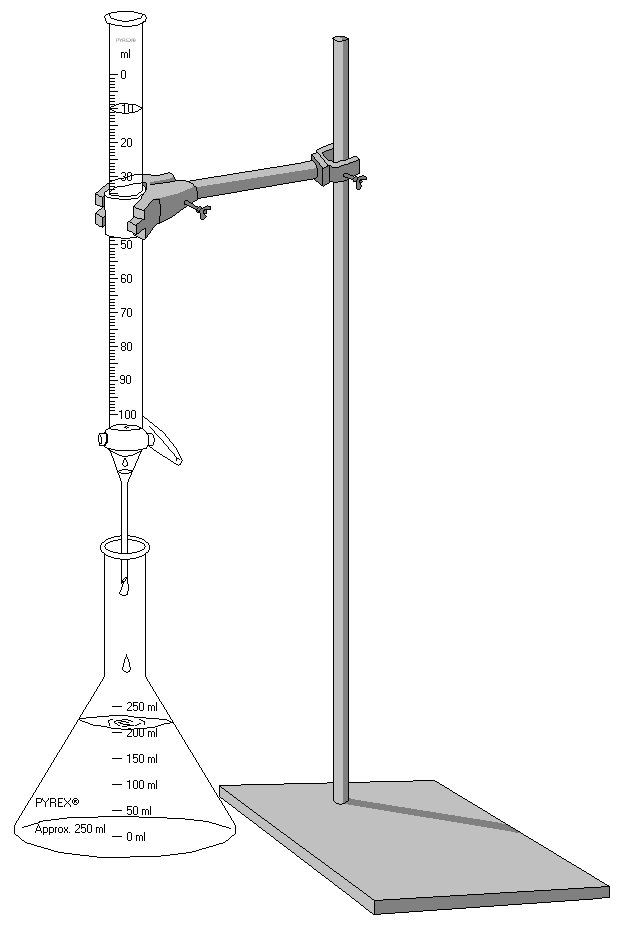
뷰렛과 삼각 플라스크를 사용한 적정 실험

일반적인 적정 실험은 부피를 정밀하게 측정한 분석 대상 용액과 페놀프탈레인과 같은 약간의 지시약이 담긴 비커나 삼각플라스크를 적정제가 담긴 뷰렛 밑에 놓고 시작한다.
실험을 시작하면 적정제를 조금씩 분석 대상 용액이 담긴 비커나 플라스크에 투여한다. 더 투여할 때마다 플라스크를 흔들어 두 용액이 잘 섞이게 해준다. 단 한 방울의 적정제로 인해 비커 속 반응물의 농도가 변하여 지시약의 색이 확연하게 변했을 경우에는 실험을 다시 진행하여야 하므로 주의깊게 실험을 진행한다. 반응물이 종말점에 이르면 분석 대상 용액의 농도를 측정한다.
{\displaystyle C_{a}=\left({\frac {C_{t}*V_{t}*M}{V_{a}}}\right)}
{\displaystyle C_{a}}는 분석대상 용액의 몰 농도; {\displaystyle C_{t}}는 적정제의 몰 농도; {\displaystyle V_{t}}는 실험에 사용된 적정제의 부피 (리터); {\displaystyle M}은 분석 대상 용액의 몰수 / 적정제의 몰수 (균형 화학 반응식으로 구한다); {\displaystyle V_{a}}는 실험에 사용된 분석 대상 용액의 부피 (리터)이다.

### 적정에서 유용한 테크닉
- 일반적인 적정 실험에서는 적정제와 분석 대상 모두 액체 상태로 존재해야 한다. 고체 상태의 물질을 적정하기 위해서는 보통 수용액으로 만드는데, 에탄올이나 아세트산 같은 용매에 용해시키는 경우도 있다 (석유화학).[4] 만약 분석 대상 용액이 고농도라면 실험의 정확도를 위해서 일반적으로 희석시켜 사용한다.

- 산-염기 적정 이외에 많은 적정 실험들은 반응하는 과정에서 일정한 pH 상태를 요하기도 한다. 이를 위해서 완충 용액(buffer solution)을 사용하여 pH를 유지하는데에 도움을 주기도 한다.

- 몇몇 산화환원 적정 실험에서는 용액을 가열하고 적정하는 동안에도 가열하는 경우가 있다. 이는 그냥 실험을 진행할 경우에 반응 속도를 증가시켜 주기 위함이다.
  - 옥살산염 용액들은 섭씨 60도 정도의 온도를 유지하면서 실험을 진행해야 적당한 반응의 속도가 유지된다.

## 적정의 종류
적정에는 다양한 종류, 과정과 목표가 있다. 가장 흔하게 우리가 접할 수 있는 질적 적정은 산-염기 적정과 산화환원 적정이다.

### 산-염기 적정

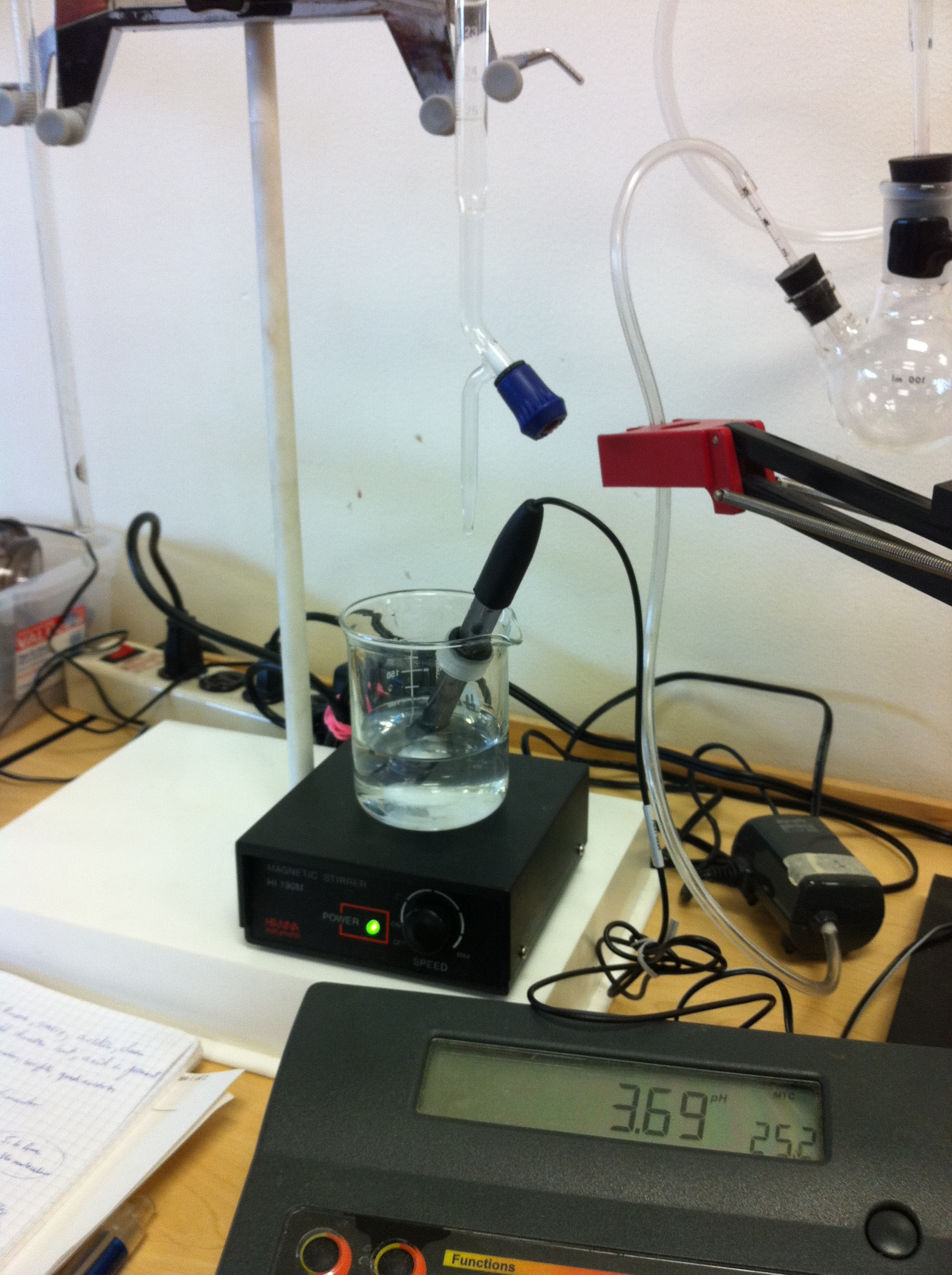
pH 미터를 이용한 적정 실험

산(acid)의 수소 이온({\displaystyle H^{+}})와 염기(base)의 수산화이온({\displaystyle OH^{-}})은 반응할 때 1:1로 반응하여 물({\displaystyle H_{2}O})을 생성한다. 이를 중화반응이라고 하는데 농도를 알고 있는 산 또는 염기를 이용하여 모르는 염기 또는 산의 농도를 구하는 것이 산-염기 적정반응이다. 일반적으로 중화반응의 속도가 매우 빠르기 때문에 산-염기 지시약을 이용하여 변색반응을 통해 종말점을 육안으로 확인할 수 있게 실험을 진행한다. 하지만 종말점은 아날로그적인 방식으로 구하기 때문에 당량점(중화점) 보관됨 2021-04-14 - 웨이백 머신이라고 보기는 어려워 정확한 측정을 위해 pH미터를 사용하기도 한다.
강산과 강염기가 반응하는 경우에는 중화점의 pH가 7에 가깝지만 약산과 강염기, 혹은 강산과 약염기가 반응하는 경우에 중화점의 pH는 7보다 크거나 작게 된다.
| 산      | 염기 | 실험의 종류   | 균형 화학 반응식                     | 중화점의 pH    |
| ------- | ---- | ------------- | ------------------------------------ | -------------- |
| HCl     | NaOH | 강산 + 강염기 | HCl + NaOH → H₂O + NaCl              | pH 7           |
| CH₃COOH | NaOH | 약산 + 강염기 | CH₃COOH + NaOH → Na+ + H₂O + CH₃COO- | pH 7 보다 큼   |
| HCl     | CN-  | 강산 + 약염기 | CN- + HCl → Cl- + HCN                | pH 7 보다 작음 |
| CH₃COOH | CN-  | 약산 + 약염기 | CN- + CH₃COOH ⇌ HCN + CH₃COO-        | pH 7 보다 작음 |

### 산화환원 적정
산화환원 적정은 적정제와 분석 대상 용액의 산화환원 반응에 기초한다. 산화환원 적정의 종말점은 산화환원 지시약 또는 전위차계(potentiometer)를 이용해 구할 수 있다.
- 실험 구성 요소중 산화제가 중크롬산칼륨 (potassium dichromate)일때, 주황색에서 초록색으로의 용액의 색깔 변화가 명확하지 않기 때문에 디페닐아민 지시약 (sodium diphenylamine)을 사용한다.[6]
- 와인에 첨가되는 이산화황(sulfur dioxide)는 산화제로써 아이오딘(iodine)을 필요로 한다. 이 때 녹말가루가 지시약으로 사용될 수 있다; 녹말과 아이오딘이 반응하여 생기는 푸른 물질은 아이오딘의 과잉으로 생성되고 이는 종말점을 알려준다.[7]과망간산칼륨 산화환원 적정 실험

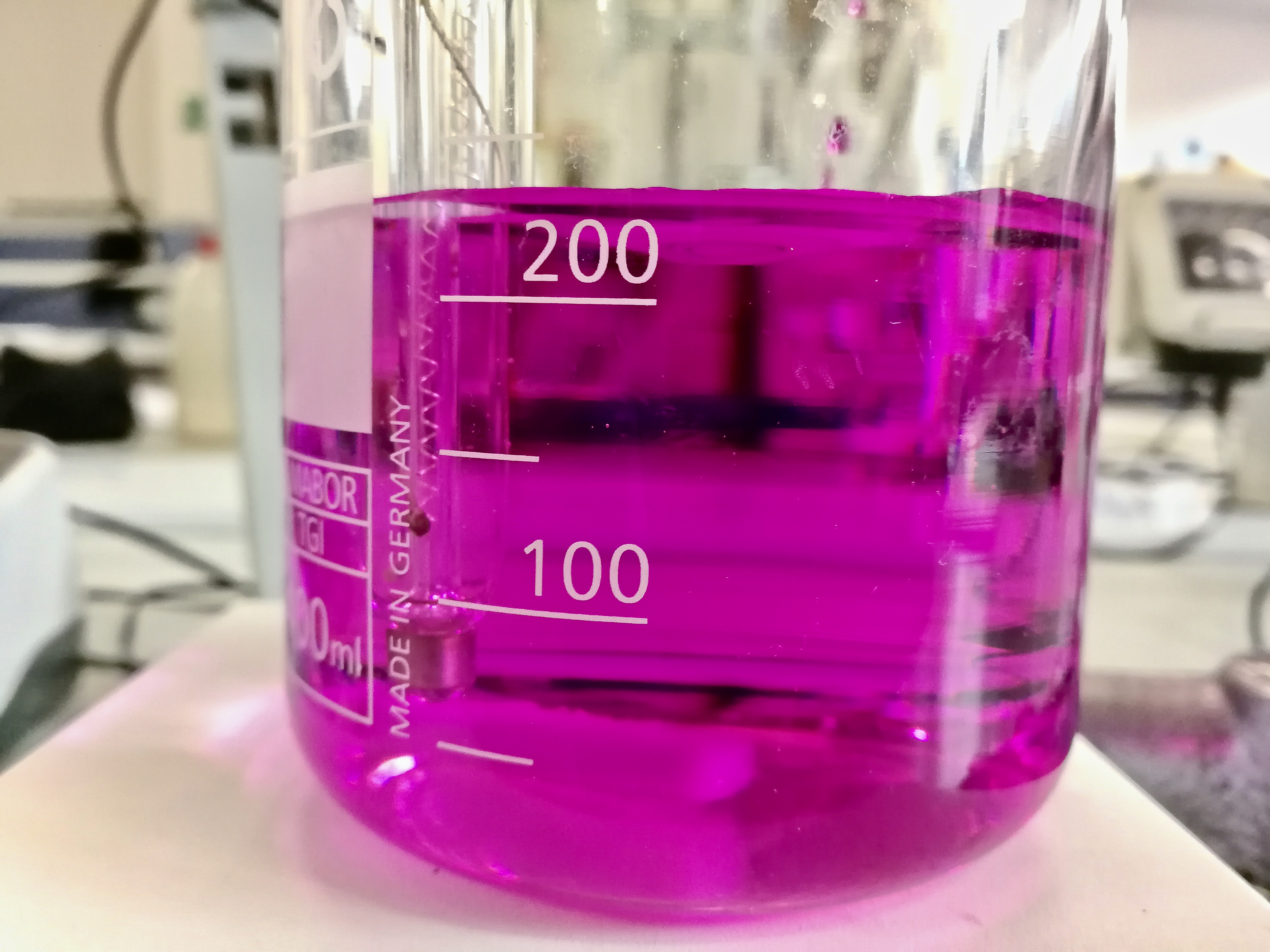
과망간산칼륨 산화환원 적정 실험

실험 구성 요소들이 실험과정에서 확연한 색의 변화를 보이는 이유로 지시약을 필요로 하지 않는 산화환원 적정실험들도 존재한다.
- 과망간산 적정 실험에서 산화제인 과망간산칼륨(KMnO4)이 과량 존재할 때 과망간산(MnO4-)은 당량점을 넘어 붉은 적색에서 자주색으로 변하기 때문에 지시약 없이도 육안으로 종말점을 확인할 수 있다.[8]

산-염기 적정이나 산화환원 적정실험 이외에도 Gas Phase titration, Complexometric titration, Zeta potential titration과 같은 여러 적정 실험들이 존재한다.

## 종말점 측정

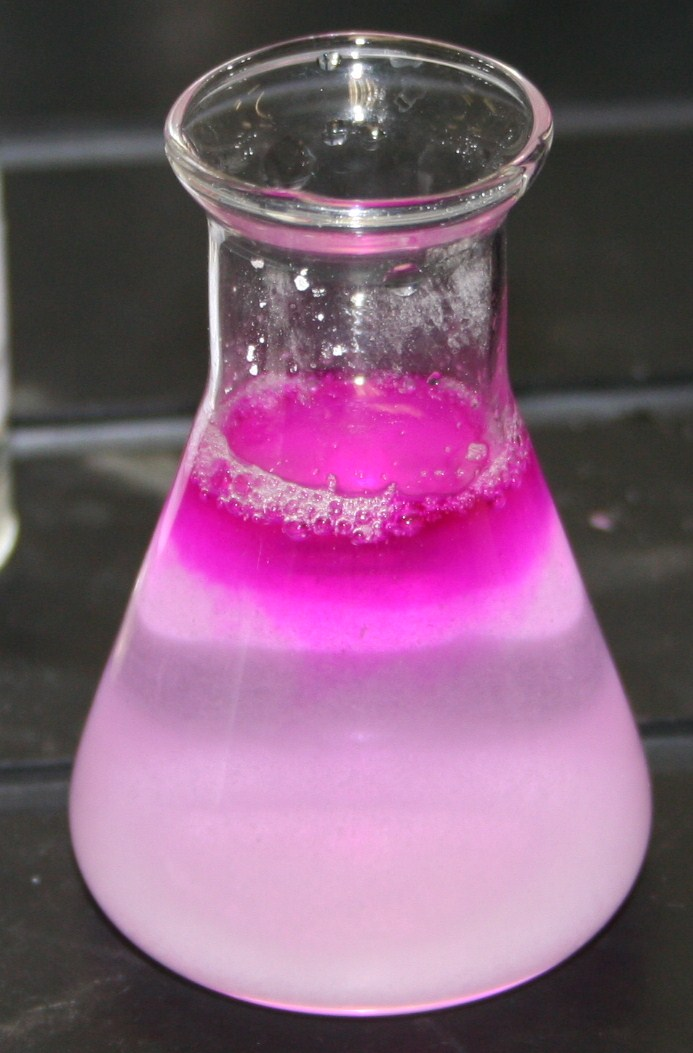
페놀프탈레인 용액(지시약)을 이용한 산-염기 적정 실험

적정 실험에서 종말점을 결정하는 데에는 여러 방법들이 있다.
- 지시약 (indicator): 가장 일반적인 방법으로 산-염기 지시약(페놀프탈레인)이나 산화환원 지시약 등이 사용된다. 실험 시작 전에 비커나 삼각 플라스크에 분석 대상 용액과 함께 담긴다.

- 전위차계 (potentiometer): 산화환원 적정에서 사용되며 전극 퍼텐셜을 측정한다.

- pH 미터 (pH meter): 반응물에 존재하는 H+ 이온의 양을 측정해 pH로 나타낸다. pH의 갑작스런 변화가 생기면 종말점에 다달았다는 것이다.
- 전도율 (conductivity)
- 색 변화 (color change)
- 침전 (precipitation): 적정 실험 과정에서 고체 침전물이 생기기 시작할 때 당량점, 종말점에 도달했다고 판단할 수 있는 실험들이 있다. 은 이온 (Ag+)을 포함하고 있는 실험에서 일반적으로 나타난다.
- 등온선 열량계 (isothermal titration calorimeter): 반응을 통해 생성되거나 소모된 열을 측정해준다. 기질(substrates)과 효소(enzymes)의 반응같은 생화학 적정에 사용된다.

- Thermometric titrimetry: 등온선 열량계와 달리 온도의 변화율을 측정하여 종말점을 결정한다.[10]
- 분광기 (spectroscopy)
- Amperometry: 분석 대상 용액이 산화되거나 환원되면서 나오는 전류를 측정한다. 종말점을 전류의 변화로 찾을 수 있다.

### 종말점과 당량점
보통 종말점과 당량점은 혼용되지만 이 둘은 약간 다른 의미를 가지고 있다. 당량점은 이론적인 지점으로 몰수, 부피, 농도가 완벽하게 일치한다. 하지만 종말점은 실험자가 실험을 통해 결정하는 것으로 보통 육안으로 확인하기 때문에 당량점과 비교했을 때 오차가 생긴다.

### 역적정 (Back Titration)
역적정은 적정 실험을 반대로 수행하는 것이다; 원래 용액을 적정하는 대신 과량의 표준용액을 반응시키고 남은 것을 적정하는 것이다. 역적정은 일반 적정실험보다 역적정의 종말점을 찾기 수월할 때 행해지는데 일반적으로 침전 실험(precipitation reaction)에서 사용된다. 또한 역적정은 적정제와 분석 대상 용액의 반응속도가 매우 느리거나 분석 대상 물질이 물에 녹지 않는 고체일 때 유용하게 사용된다.

## 같이 보기
- 일차 표준 물질